# Kanton Nanteuil-le-Haudouin
Nanteuil-le-Haudouin is een kanton van het Franse departement Oise. Het kanton maakt deel uit van het arrondissement Senlis. Het kanton werd ingevole het decreet van 20 februari 2014, met uitwerking op 22 maart 2015, tot 46 gemeenten uitgebreid. Naast  de 19 gemeenten die al tot het kanton behoorden, kwamen de 25 gemeenten uit het voormalige kanton Betz en twee uit het voormalige kanton Crépy-en-Valois erbij.

## Gemeenten
Het kanton Nanteuil-le-Haudouin omvat sinds de herindeling van 2015 de volgende gemeenten:
1. Nanteuil-le-Haudouin - kantoor kieskring
2. Acy-en-Multien
3. Antilly
4. Autheuil-en-Valois
5. Bargny
6. Baron
7. Betz
8. Boissy-Fresnoy
9. Borest
10. Bouillancy
11. Boullarre
12. Boursonne
13. Brégy
14. Chèvreville
15. Cuvergnon
16. Ermenonville
17. Étavigny
18. Ève
19. Fontaine-Chaalis
20. Fresnoy-le-Luat
21. Gondreville
22. Ivors
23. Lagny-le-Sec
24. Lévignen
25. Mareuil-sur-Ourcq
26. Marolles
27. Montagny-Sainte-Félicité
28. Montlognon
29. Neufchelles
30. Ognes
31. Ormoy-le-Davien
32. Ormoy-Villers
33. Péroy-les-Gombries
34. Le Plessis-Belleville
35. Réez-Fosse-Martin
36. Rosières
37. Rosoy-en-Multien
38. Rouville
39. Rouvres-en-Multien
40. Silly-le-Long
41. Thury-en-Valois
42. Varinfroy
43. Ver-sur-Launette
44. Versigny
45. La Villeneuve-sous-Thury
46. Villers-Saint-Genest

Het waren daarvoor:
- Baron
- Boissy-Fresnoy
- Borest
- Chèvreville
- Ermenonville
- Ève
- Fontaine-Chaalis
- Fresnoy-le-Luat
- Lagny-le-Sec
- Montagny-Sainte-Félicité
- Montlognon
- Nanteuil-le-Haudouin - kantoor kieskring
- Ognes
- Péroy-les-Gombries
- Le Plessis-Belleville
- Rosières
- Silly-le-Long
- Versigny
- Ver-sur-Launette